# 2632 Guizhou
2632 Guizhou este un asteroid din centura principală, descoperit pe 6 noiembrie 1980 de Observatorul Zijinshan.